# Telos

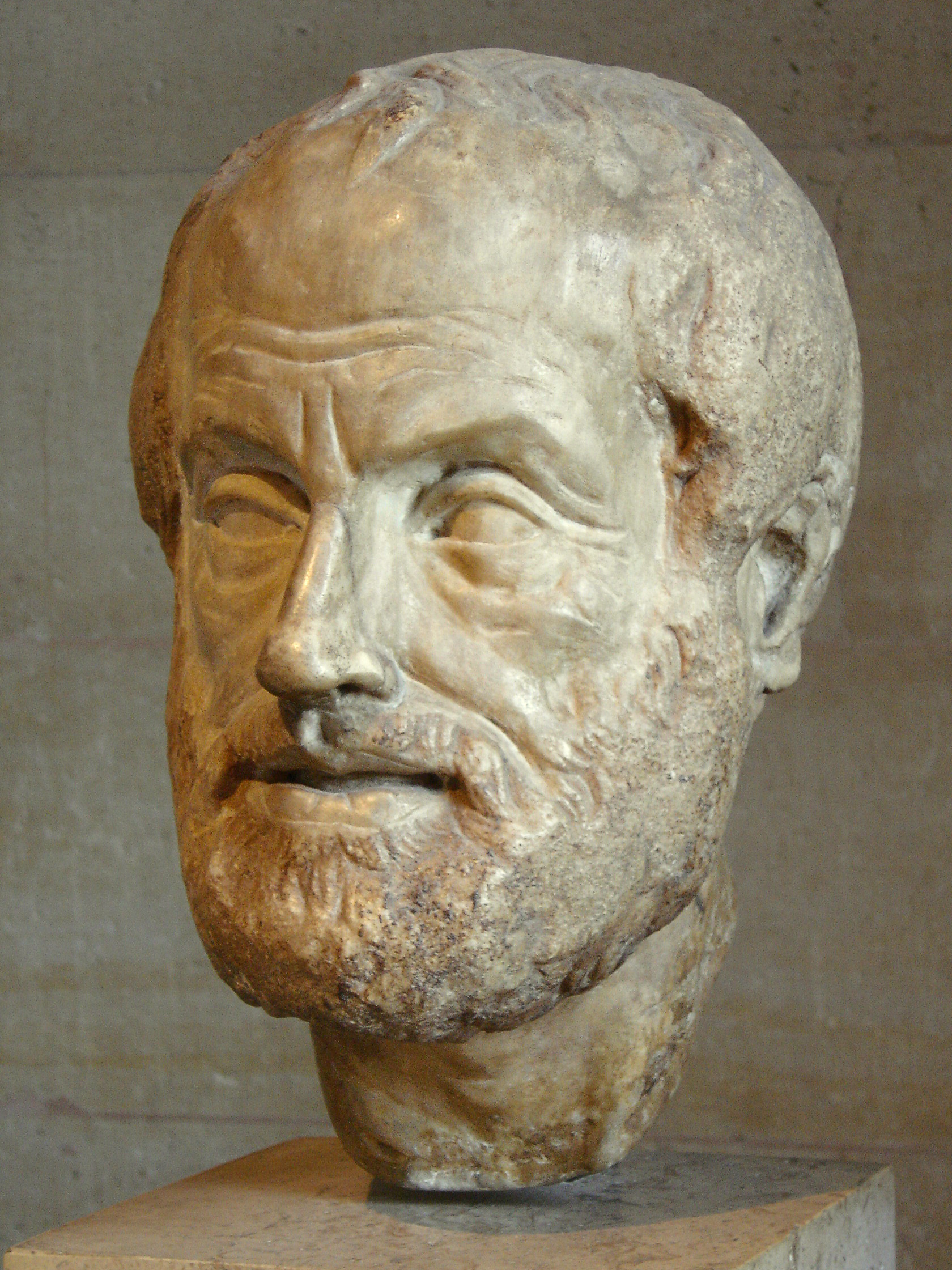
Aristóteles.

El telos (del griego τέλος, ‘fin’, ‘objetivo’ o ‘propósito’ o 'meta'") es el fin o propósito, en un sentido bastante restringido utilizado por filósofos como Aristóteles. Es aquello en virtud de lo cual se hace algo.
Es la raíz de la palabra «teleología», un término que significa el estudio o doctrina de la finalidad o intencionalidad o el estudio de los objetos por sus objetivos, propósitos o intenciones. La teleología es un concepto central en la biología para Aristóteles y en su teoría de la causación.
Para Aristóteles, todo tiene un propósito o fin último. Si queremos entender lo que es algo, debe ser entendido en términos de ese fin último. El telos sería el objetivo perseguido por todas las personas, animales o plantas. El telos de una bellota sería ser roble. Así todas las cosas, incluidas las hechas por los seres humanos tienen un telos.
Aristóteles piensa que el telos del ser humano es encontrar la felicidad y que puede alcanzarse de formas diferentes, aunque para vivir feliz se requiere vivir una vida de virtud, pues si no fuese así, no viviría realmente una vida de felicidad, no importa lo que pudiese pensar. Sería como un roble enfermo que no pudiese crecer y dar frutos. Solo se puede ser virtuoso si se dan las condiciones adecuadas. Si una bellota para cumplir su telos debe tener suficiente luz y caer en el suelo adecuado para poder fructificar, el ser humano solo podrá cumplir su telos cuando se encuentre en una comunidad política bien construida, con una educación y unas leyes adecuadas.
En contraste con telos, tekné es el método racional implicado en la producción de un objeto o acompañando una meta u objetivo. Sin embargo, en principio, los dos métodos no son mutuamente excluyentes.